# カート・モレケンス
カート・モレケンス（Kurt Mollekens、1973年3月8日 - ）は、ベルギーのレーシングドライバー及びレーシングチームオーナー。

## 経歴
モレケンスは1990年にトップレベルのカートドライバーとしてデビューし、 1992年にフォーミュラ・フォードに移籍するまで参戦した。フォーミュラ・フォードで成功し、挑戦した3つのタイトルすべてを獲得した。
1993年には、フォーミュラ・フォードのトップシリーズである、イギリス・フォーミュラ・フォードでも成功を収め、イギリスF3でも活躍した。1996年には、ザントフォールトでのマスターズF3レースで優勝し 、国際F3000にも進出を果たした。自身もオーナーを務めるKTRチームで2年間を過ごし、1999年はチームを運営した。
2001年までF3000チームのオーナーとして活動し、2001年と2002年のFIA GT選手権にはドライバーとしていくつかのレースに参加した。2002年にチームはフォーミュラ3000を去り､ワールドシリーズ・バイ・ニッサンに移った。チームは2008年までこのレースで活動していた。モレケンスは、チーム運営に携わる事が多くなっていたが、 ヨーロッパツーリングカー選手権にドライバーとして参戦するなどレーシングドライバー活動も継続していた。

## レース戦績

### イギリス・フォーミュラ3選手権
| 年     | チーム                         | エンジン | クラス | 1        | 2        | 3        | 4         | 5       | 6       | 7      | 8       | 9        | 10      | 11      | 12      | 13      | 14      | 15      | 16        | 17      | 18      | 順位 | ポイント |
| ------ | ------------------------------ | -------- | ------ | -------- | -------- | -------- | --------- | ------- | ------- | ------ | ------- | -------- | ------- | ------- | ------- | ------- | ------- | ------- | --------- | ------- | ------- | ---- | -------- |
| 1995年 | アラン・ドッキング・レーシング | 無限     | A      | SIL 1 13 | SIL 2 13 | THR 1 13 | THR 2 Ret | DON 12  | SIL 15  | SIL 11 | DON 1 9 | DON 2 12 | OUL Ret | BRH 1 8 | BRH 2 8 | SNE 8   | PEM 1 7 | PEM 2 9 | SIL 1 Ret | SIL 2 8 | THR Ret | 14位 | 20       |
| 1996年 | アラン・ドッキング・レーシング | 無限     | A      | SIL 1 5  | SIL 2 5  | THR 11   | DON 3     | BRH 1 6 | BRH 2 7 | OUL 2  | DON 1   | SIL 4    | THR 5   | SNE 1 9 | SNE 2 C | PEM 1 3 | PEM 2 8 | ZAN 1   | ZAN 2     | SIL 7   |         | 2位  | 148      |

- 太字はポールポジション、斜字はファステストラップ。(key)